# Rona MacKie
 Rona McLeod Mackie, CBE (* 22. Mai 1940 in Dundee, Schottland) ist eine schottische Medizinerin und Hochschullehrerin. Sie war 1978 die erste Professorin für Dermatologie im Vereinigten Königreich und die erste Frau, die auf einen etablierten Lehrstuhl an der University of Glasgow berufen wurde.  Sie ist für ihre Melanomforschung von den 1970er Jahren bis zum frühen 21. Jahrhundert bekannt.

## Leben und Werk
MacKie ist die Tochter von Mora Morag (geb. McLeod) und des Biochemikers James Norman Davidson. Da sie mit ihrer Familie oft umzog, besuchte sie vor ihrem zehnten Lebensjahr vier Schulen unter anderen in Aberdeen und London, und beendete ihre Ausbildung an der privaten Laurel Bank School for Girls in Glasgow.
Sie studierte mit einem Oliphant-Stipendium für Medizin und schloss 1963 ihr Studium an der University of Glasgow ab. Anschließend promovierte sie 1970 mit Auszeichnung und wurde 1971 Mitglied des Royal College of Physicians. Sie arbeitete von 1972 bis 1978 als beratende Dermatologin für das Greater Glasgow Health Board und war außerdem Honorary Clinical Lecturer an der University of Glasgow. 1978 erhielt sie als erste britische Dermatologin eine Professur und war außerdem die erste Professorin, die jemals in einem Fach an die Universität Glasgow berufen wurde.
Von 1985 bis 1988 war sie Herausgeberin des British Journal of Dermatology. Sie war von 1994 bis 1995 Präsidentin der British Association of Dermatologists und von 1997 bis 2000 Präsidentin der Scottish Dermatological Society. 1998 half sie beim Aufbau der Academy of Medical Sciences, einer unabhängigen Einrichtung zur Förderung der medizinischen Wissenschaft im Vereinigten Königreich.
Sie schloss ein externes Universitätsstudium in Opernwissenschaften ab, unterstützt eine große Anzahl von Opernhäusern im Vereinigten Königreich und war im Vorstand der Scottish Opera tätig.
Obwohl sie sich inzwischen aus der klinischen Praxis zurückgezogen hat, ist sie weiterhin in der Forschung aktiv. Sie veröffentlichte hauptsächlich auf dem Gebiet Melanome und hat seit 1971 über 185 Artikel veröffentlicht.
Der deutsche Dermatologe Mosaad Megahed war bei ihr 1991 im Rahmen eines Forschungsaufenthaltes an der University of Glasgow tätig.
1994 heiratete sie den schottischen Pharmakologen und Nobelpreisträger James Whyte Black.

## Forschungsergebnisse
Sie war eine der ersten, die das Interesse an der Dermatoskopie weckte, indem sie über die Nützlichkeit des Tischmikroskops als Hilfsmittel bei der Diagnose pigmentierter Läsionen berichtete. Sie war maßgeblich an der Entwicklung einer 7-Punkte-Checkliste zur rechtzeitigen Erkennung früher Melanome beteiligt. In Zusammenarbeit mit der Scottish Melanoma Group führte MacKie mehrere Fall-Kontroll-Studien durch, die zeigten, dass eine intermittierende intensive Sonneneinstrahlung, die einen Sonnenbrand verursacht, statt einer kontinuierlichen linearen Exposition ein Risikofaktor für die Entwicklung eines malignen Melanoms ist.
Sie führte mehrere Studien durch, die zeigten, dass intermittierende intensive UV-Exposition ein Risikofaktor für Melanome ist. In den 1980er Jahren stellte sie fest, dass Tumordicke, Ulzeration und Geschlecht die wichtigsten Prognosefaktoren waren.
1985 spielte sie eine entscheidende Rolle bei der Einrichtung einer öffentlichen Gesundheitskampagne in Schottland, die darauf abzielte, sowohl Allgemeinärzte auf den neuesten Stand zu bringen als auch das Bewusstsein der breiten Öffentlichkeit zu schärfen. Dies führte dazu, dass ein deutlich größerer Anteil dünnerer Tumoren mit besserer Prognose erkannt wurde, was letztendlich zu einer dokumentierten Verringerung der Mortalität führte.

## Auszeichnungen und Ehrungen
- 1983: Fellow der Royal Society of Edinburgh
- 1984: Fellow des Royal College of Pathologists
- 1985: Fellow des Royal College of Physicians
- 1994: Doctor of Science von der University of Glasgow
- 1999: Sir Archibald Gray Medal der British Association of Dermatologists
- 1990: Commander des Order of the British Empire (CBE)[5]
- 2007: Bicentenary Medal der Royal Society of Edinburgh
- 2009: Medal for Dermatological Research der British Society for Investigative Dermatology

## Veröffentlichungen (Auswahl)
- Clinical Dermatology: An Illustrated Textbook – Softcover. Oxford University Press, Oxford 1986, ISBN 9780192615824.
- Clinical Dermatology: An Oxford Core Text. Oxford University Press, Oxford 2003, ISBN 9780198525806.